# (37571) 1989 UE1
(37571) 1989 UE1 là một tiểu hành tinh vành đai chính. Nó được phát hiện bởi Yoshiaki Oshima ở Gekko Observatory ở Shizuoka Prefecture of Nhật Bản, ngày 25 tháng 10 năm 1989.